# Acmaeodera inopinata
Acmaeodera inopinata är en skalbaggsart som beskrevs av Barr 1972. Acmaeodera inopinata ingår i släktet Acmaeodera och familjen praktbaggar. Inga underarter finns listade i Catalogue of Life.